# Professor-Kurt-Huber-Straße 3 (Gräfelfing)

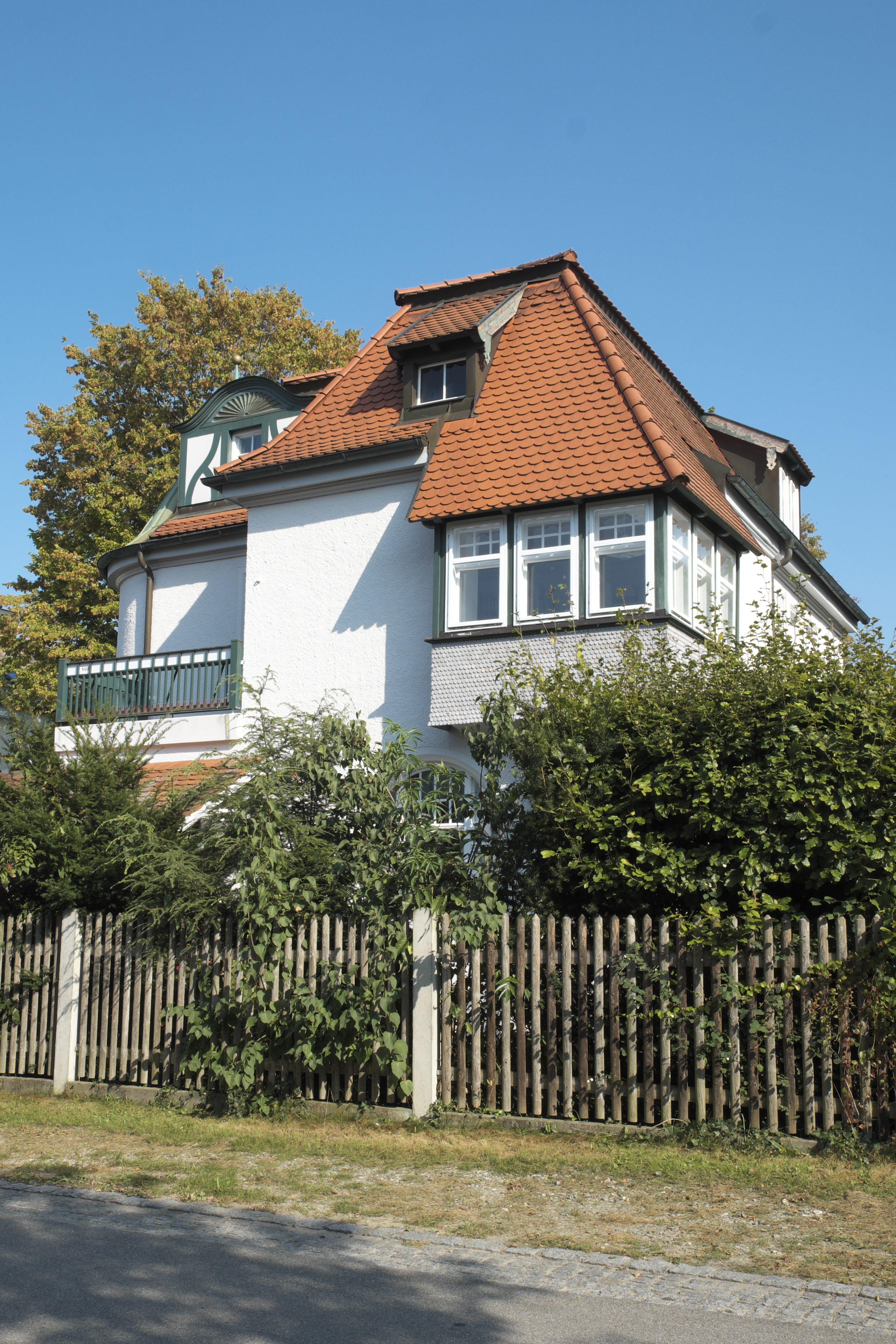
Villa Professor-Kurt-Huber-Straße 3 in Gräfelfing

Das Gebäude Professor-Kurt-Huber-Straße 3 in Gräfelfing, einer Gemeinde im oberbayerischen Landkreis München, wurde um 1900 errichtet. Die Villa ist ein geschütztes Baudenkmal.
Der zweigeschossige Walmdachbau mit Eckerker wurde in historisierenden Formen errichtet.